# Dió Crisòstom
Dió Crisòstom (en grec Δίων Χρυσόστομος Dion Chrysostomos) va ser un orador, escriptor, filòsof i historiador grecoromà. Era fill de Pasícrates. Va adoptar el cognom Cocceià (Cocceianus) que sembla que venia de l'emperador Nerva (Cocceius Nerva) amb el qual estava lligat per amistat. El sobrenom Crisòstom (Χρυσόστομος) significa literalment en grec "boca d'or", per la qualitat dels seus discursos.
Va néixer a Prusa a Bitínia a la meitat del segle i en una família de rang eqüestre i probablement una filla seva va ser la mare de Dió Cassi. De jove va visitar Egipte i després va exercir funcions dirigents a la seva ciutat. Es va dedicar a l'estudi de la filosofia. Domicià que odiava als filòsofs, va obtenir un senatusconsultum que expulsava a tots els filòsofs de Roma i Dió va haver de marxar en secret.
Va visitar Tràcia, Mísia, Escítia i els país dels getes. Assassinat Domicià el 96, Dió va influir en l'exèrcit de la frontera a favor del seu amic Nerva, i una vegada proclamat Nerva emperador, va tornar a Roma.
Trajà, successor de Nerva, també el va honorar amb la seva amistat. Va tornar a Prusa l'any 100, però rebut amb hostilitat va retornar a Roma. Va ser amic d'Apol·loni de Tíana i d'Eufrates de Tir. Va morir a Roma el 117.
Va escriure diversos discursos entre els quals λόψοι περὶ βασιλείας o λόγοι βασιλικοί, i Διογένης σἢ περὶ τυραννίδος. Suides menciona una obra sobre els getes i l'atribueix a Dió Cassi però segurament era obra de Dió Crisòstom. També va deixar diverses cartes.